# Jaime Concha
Jaime Concha Barañao (Talca, 5 de abril de 1922 - Las Condes, 1986) fue un abogado, historiador y político chileno.

## Biografía
Nació en Talca el 5 de abril de 1922. Hijo de Carlos Concha Fernández y Marta Barañao Gazmuri. Se casó con Eliana Salas Lira y tuvieron dos hijos.
Realizó sus estudios en el Instituto de Humanidades Luis Campino y posteriormente Derecho en la Universidad Católica de Chile donde se tituló de abogado en agosto de 1950. También hizo estudios de Historia en el Instituto Pedagógico de la Universidad de Chile, carrera de la que egresó.
Desde 1940 actuó en política como miembro de la Falange Nacional donde fue jefe de la Falange Universitaria de la Universidad Católica en 1945; secretario del Consejo Nacional entre 1945 y 1950; delegado de Linares de la Junta Nacional; y presidente provincial de la Falange en Linares.
En 1957 ingresó al Partido Demócrata Cristiano, y ese mismo año fue elegido diputado por la Decimocuarta Agrupación Departamental "Linares, Loncomilla y Parral", periodo 1957-1961. Integró la Comisión Permanente de Constitución, Legislación y Justicia; la Comisión Especial de Alzas Artículos de Consumo, 1958-1959; y la Especial Industria Azucarera Nacional, IANSA, 1960.
En 1960 fue consejero nacional de su partido, y presidente nacional de disciplina entre 1965 y 1967. 
En 1969 fue nuevamente electo diputado por la Decimocuarta Agrupación Departamental, periodo 1969-1973. Integró la Comisión Permanente de Constitución, Legislación y Justicia; la Comisión Especial Investigadora de Actos de Violencia en Contra de Campesinos Funcionarios de Cora e Indap, 1969-1970; la Comisión Especial Investigadora de Denuncias de Flagelaciones en el Servicio de Investigaciones 1970-1971; la Comisión Mixta para Resolver Dificultades en la Tramitación del Proyecto de Ley que Reforma la Ley Orgánica de Tribunales, 1971.
Renunció al PDC el 30 de julio de 1971 para integrarse a la Izquierda Cristiana a contar del 30 de julio de 1971.
Falleció en 1986 en Las Condes.